# Consiglio Nazionale delle Donne Italiane

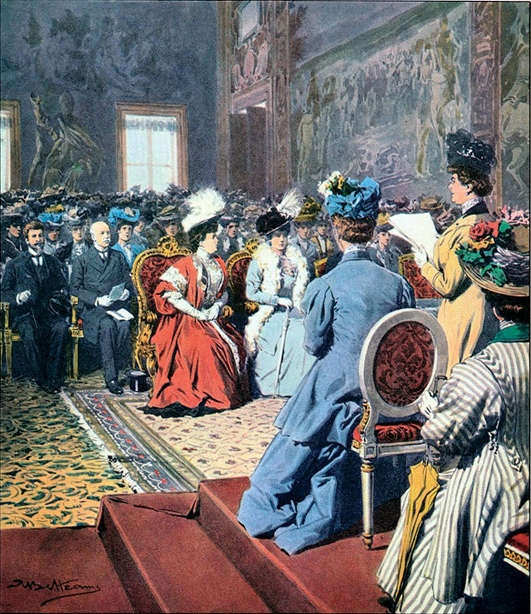
Congresso delle Donne Italiane, Rome, 1908, organisé par la CNDI.

Le Consiglio Nazionale delle Donne Italiane (CNDI) ou Conseil national des femmes italiennes est une fédération d'associations féministes italiennes, qui œuvre pour l'amélioration de la condition féminine et la promotion des droits des femmes. Fondée en 1903, il s'agit de la branche italienne du Conseil international des femmes.
Dès sa création, le conseil est ouvert à toutes les femmes, indépendamment de leurs opinions politiques ou religieuses.
Toujours active aujourd'hui, les principales missions de la fédération sont : l'aide à la création de coopératives féminines, l'instruction des femmes analphabètes, l'assistance aux migrants, la recherche de paternité, le développement de la place des femmes dans divers corps professionnels, ainsi que la lutte contre les violences faites aux femmes et leur exploitation par la prostitution.

## Histoire
La première présidente du Conseil est Gabriella Rasponi Spalletti, dont le mandat prend fin à sa mort en 1931.
En 1908, le CNDI organise son premier congrès, Congresso Nazionale delle Donne Italiane (Congrès national des femmes italiennes), auquel participent plus de 30 associations féministes venant de toute l'Italie. Le 23 avril, le congrès est inauguré par la reine Margherita devant un public de plus de 1 400 femmes. Les sujets abordés sont les conditions de travail des femmes, leur éducation, leur santé ainsi que leurs droits politiques. Dans le cadre du Congrès, une session plénière est organisée par le Comitato Nazionale Pro-Suffragio femminile (Comité national pour le suffrage des femmes) afin de discuter des méthodes qui permettraient d'influencer les décisions du gouvernement et du Parlement en faveur du droit de vote des femmes.
Pendant la période fasciste, la CNDI est dissoute, avant d'être reconstituée en 1944.
Au fil des ans, elle a organisé de nombreuses rencontres autour de sujets intéressant les femmes, dont le divorce et la réforme du droit de la famille. Plus récemment, la CNDI s'intéresse également à la formation professionnelle et à l'emploi des femmes, ainsi qu'à l'accroissement de leur implication dans la sphère publique.

## Membres de la fédération

### Personnalités
Les premières membres de l'organisation étaient des écrivaines, des enseignantes et des suffragettes telles que Lavinia Taverna (it), Maria Pasolini Ponti, Sofia Bisi Albini (it), Giacinta Martini Marescotti, Maria Grassi Koenen, Virginia Nathan, Angelica Devito Tommasi, Maria Montessori et Alice Schiavoni Bosio (en).

### Associations
Les associations fédérées au sein du CNDI sont majoritairement des associations nationales et locales constituées de femmes, bien que certaines sont des associations mixtes.

### Liste des présidentes
| Nom                            | Mandat      |
| ------------------------------ | ----------- |
| Gabriella Rasponi Spalletti    | 1903-1931   |
| Nina Ruffini                   | 1950-1953   |
| Letizia Svevo Fonda Savio      | 1953-1962   |
| Teresita Sandeschi Scelba      | 1962-1969   |
| Liliana Scolaro Richetta       | 1969-1975   |
| Sofia Lanza Spagnoletti        | 1975-1981   |
| Silvia Pino Moravia            | 1981-1986   |
| Liliana Scolaro Richetta       | 1986-1990   |
| Maria Pia Roggero              | 1990-1997   |
| Elena Fadini Bettica           | 1997-2000   |
| Paola Bernardini Mosconi       | 2000-2004   |
| Maria Graziella Pelosi Morandi | 2004-2008   |
| Gigliola Ciummei Corduas       | 2008-2014   |
| Daniela Monaco                 | Depuis 2014 |